# Чемпионат России по хоккею с шайбой среди женщин 2012/2013
Чемпионат России по хоккею с шайбой сезона 2012/2013 среди женских команд проводился с 10 сентября 2012 года по 23 апреля 2013 года. В первенстве страны участвовало девять команд. Впервые в чемпионате приняли участие команды «Арктик-Университет» (Ухта) и «Тюменские Лисицы» (Тюмень). Впервые после сезона 2005/06 в чемпионате принял участие СКИФ-2 — фарм-клуб ХК СКИФ (Нижегородская область).
Чемпионом России стал ХК «Торнадо» Дмитров, победивший во всех 48 матчах чемпионата, серебряные медали завоевал ХК СКИФ Нижегородская область, а бронзовые медали завоевал ХК «Агидель» Уфа.

## Турнирная таблица
| М | Команда                         | И  | В  | ВО | ВБ | ПБ | ПО | П  | ЗШ  | ПШ  | О   |
| - | ------------------------------- | -- | -- | -- | -- | -- | -- | -- | --- | --- | --- |
|   | «Торнадо» Дмитров               | 48 | 48 | 0  | 0  | 0  | 0  | 0  | 503 | 45  | 144 |
|   | СКИФ Нижегородская область      | 48 | 37 | 2  | 1  | 0  | 0  | 8  | 260 | 89  | 117 |
|   | «Агидель» Уфа                   | 48 | 30 | 1  | 0  | 0  | 1  | 16 | 182 | 107 | 93  |
| 4 | «Факел» Челябинская область     | 48 | 26 | 0  | 1  | 0  | 1  | 20 | 156 | 139 | 81  |
| 5 | «Тюменские Лисицы» Тюмень       | 48 | 22 | 2  | 0  | 1  | 1  | 22 | 165 | 202 | 72  |
| 6 | «Бирюса» Красноярск             | 48 | 19 | 1  | 1  | 2  | 3  | 22 | 156 | 169 | 66  |
| 7 | «Спартак-Меркурий» Екатеринбург | 48 | 13 | 0  | 1  | 1  | 0  | 33 | 90  | 180 | 42  |
| 8 | «Арктик-Университет» Ухта       | 48 | 7  | 1  | 1  | 1  | 1  | 37 | 77  | 261 | 27  |
| 9 | СКИФ-2 Нижегородская область    | 48 | 2  | 0  | 0  | 0  | 0  | 46 | 42  | 439 | 6   |

Примечание: М — место, И — количество игр, В — выигрыши в основное время, ВО — выигрыши в овертайме, ВБ — выигрыши по буллитам, ПБ — поражения по буллитам, ПО — поражения в овертайме, П — поражения в основное время, ЗШ — забито шайб, ПШ — пропущено шайб, О — очки.